# Istituto dell'Unione europea per gli studi sulla sicurezza
L'Istituto dell'Unione europea per gli studi sulla sicurezza (EUISS), è un'Agenzia dell'Unione Europea nata il 20 luglio 2001 ed ha sede a Parigi.
L'ISS sostituì  l'"Istituto dell'Unione europea occidentale per gli studi sulla sicurezza" e rappresenta, quindi, parte del processo di trasferimento delle funzioni dalla vecchia Unione Europea Occidentale all'Unione europea. Più nello specifico questo trasferimento si colloca nell'ambito della politica estera e di sicurezza comune (PESC).
L'istituto nasce come agenzia autonoma e il suo scopo è la ricerca sulla politica di sicurezza comune per l'Unione. In particolare la ricerca viene effettuata tramite la cooperazione e il dialogo con gli stati terzi europei, come il Canada e gli Stati Uniti. L'Istituto collabora anche con il Consiglio dell'Unione europea e l'Alto Rappresentante per la Politica Estera e di Sicurezza Comune.